# Tubthumper
Tubthumper è un album studio dei Chumbawamba pubblicato nel 1997.

## Copertina
Fu inclusa nella lista delle "The 50 Worst Album Covers of All Time" della rivista Rolling Stone.

## Tracce
Testi e musiche di Chumbawamba.
1. Tubthumping – 4:39
2. Amnesia – 4:08
3. Drip Drip Drip – 5:08
4. The Big Issue – 4:37
5. The Good Ship Lifestyle – 5:13
6. One By One – 5:45
7. Outsider – 4:08
8. Creepy Crawling – 4:03
9. Mary Mary – 4:58
10. Small Town – 3:13
11. I Want More – 4:01
12. Scapegoat – 5:07

Durata totale: 55:00
Tracce bonus in alcune versioni
1. Farewell to the Crown – 2:56
2. Football Song – 2:25
3. Seven Days – 4:07
4. May Day – 3:51
5. Top of the World (Olé, Olé, Olé) – 3:49